# Дирсвил (Охајо)
Дирсвил (енгл. Deersville) град је у америчкој савезној држави Охајо.

## Демографија
По попису из 2010. године број становника је 79, што је 3 (-3,7%) становника мање него 2000. године.
| Група             | 2000.      | 2010.      |
| Белци             | 81 (98,8%) | 75 (94,9%) |
| Афроамериканци    | 0 (0,0%)   | 0 (0,0%)   |
| Азијати           | 0 (0,0%)   | 2 (2,5%)   |
| Хиспаноамериканци | 1 (1,2%)   | 0 (0,0%)   |
| Укупно            | 82         | 79         |